# Manana Doidschaschwili
Manana Doidschaschwili (georgisch მანანა დოიჯაშვილი, englische Schreibweise Doijashvili; * 5. November 1947 in Tiflis, Georgische SSR, UdSSR; † vor oder am 17. Januar 2023) war eine georgische Pianistin und Professorin für Klavier.

## Werdegang
Sie wurde am Tifliser Konservatorium von Tengiz Amirejibi ausgebildet und gewann 1970 den George-Enescu-Wettbewerb in Bukarest und 1974 den Smetana-Wettbewerb in Pilsen. Bei der ersten Auflage der Sydney International Piano Competition 1977 wurde sie mit dem sechsten Preis ausgezeichnet.
Doidschaschwili war von 2000 bis 2011 Rektorin des Tifliser Konservatoriums und Gründerin des Internationalen Klavierwettbewerbs Tiflis. Sie wurde in Georgien als Volkskünstlerin und in Italien mit dem Orden des Sterns von Italien ausgezeichnet. 2003 erhielt sie den Sakaria-Paliaschwili-Preis und 2004 den Preis des Russischen Staatsfonds für die darstellenden Künste.
Doidschaschwili war Jurymitglied zahlreicher Klavierwettbewerbe, einschließlich des Aram-Chatschaturjan-Wettbewerbs, der Rhodos International Piano Competition, der Sydney International Piano Competition, des Busoni-Wettbewerbs und der International Competition for Young Pianists in Memory of Vladimir Horowitz.
Sie starb im Januar 2023 im Alter von 75 Jahren.

## Schriften
- Manana Doijashvili (Hrsg.): History of the Tbilisi State Conservatoire: 1917–2007. Nova Science Publishers, Hauppauge, New York 2008, ISBN 978-1-60021-910-8 (englisch).